# Селль, Кальман
Кальман Селль (венг. Széll Kálmán; 8 июня 1843, Гастони, Ваш, Австро-Венгрия — 16 августа 1915, Ратот, Ваш, Австро-Венгрия) — венгерский государственный деятель, премьер-министр Королевства Венгрия (1899—1903).

## Биография

### Происхождение и образование
Был представителем венгерского аристократического рода. Его отец являлся членом парламента, мать представляла известный дворянский род Берта, представители которого входили в окружение венгерских королей.
Был женат на дочери поэта Михая Вёрёшмарти Илоне. В честь Кальмана Селля названы площадь и станция метро в Будапеште.
В 1866 г. окончил юридический факультет Пештского университета.
С 1867 г. депутат рейхстага, либерал. Считался выдвиженцем Ференца Деака, с поддержкой которого связывали быстрое продвижение политической карьеры Кальмана.

### Министр финансов
В 1875—1878 гг. был министром финансов в кабинете Калмана Тисы и много способствовал упорядочению венгерских финансов. На этом посту сумел значительно повысить бюджетные доходы, организовал налоговую инспекцию и выступил инициатором создания Австро-Венгерского банка. Приняв бюджет с годовым дефицитом в 63 миллиона форинтов, он сумел его сократить до 23 миллиона форинтов.
Также, поддержал покупку Восточной и Тисской железных дорог, создав тем самым первое условие последующей национализации железных дорог. Заключил финансово-экономическое соглашение с Австрией (1878), создал условия для формирования системы взимания арендной платы. Выступал противником попыток введения премьер-министром Кальманом Тисом новых налогов и создания независимого венгерского Центрального банка, за счет которого премьер надеялся получать высокие беспроцентные займы, но при этом не предпринимал необходимых экономических и финансовых изменений для практической реализации этой инициативы.
Серьезным результатом его работы на посту министра финансов считается создание модели для Венгрии как международного заемщика в виде так называемой «золотой ренты в размере 6%». Это был двухчастный взнос в размере 80 миллионов форинтов с процентной ставкой 6%. Высокая процентная ставка была вызвана неблагоприятным финансовым состоянием государства и неблагоприятными условиями международного финансового рынка.
Подал в отставку, поскольку считал, что присоединение Боснии и Герцеговины нарушает австро-венгерское равновесие.
В 1881 г. создал Венгерский ипотечный банк и был председателем правления Банка по расформированию. В период с 1881 по 1899 г. — директор Учетного Банка, а с 1886 по 1899 г. и с 1907 г. до конца жизни был председателем Совета директоров Венгерского ипотечного банка.
По поручению Франца Иосифа I возглавлял несколько императорских фондов.
В 1896 г. был назначен председателем Венгерской группы межпарламентской конференции в Будапеште. С 1896 по 1898 г. возглавлял национальный комитет по квотам. Позже был избран президентом Национальной ассоциации пробации, основанной 26 июня 1910 г.

### Премьер-министр
В условиях углублявшегося экономического кризиса в конце 1897 г. он снова активно участвовал в политической жизни Венгрии.
В декабре 1898 г., возмущенный нарушениями законов со стороны Дежё Банфи и в особенности проектом Калмана Тисы, направленным к подавлению оппозиции в рейхстаге, вышел, вместе с президентом палаты депутатов Дежё Силадьи и 20 другими членами, из состава Либеральной партии. В начале 1899 г. привел к благополучному концу переговоры между правительственной и оппозиционными партиями и 26 февраля составил кабинет, в котором сам взял портфель внутренних дел. Через некоторое время вернулся в состав Либеральной партии. Добившись улучшения экономического положения и проведя через парламент несколько популярных законопроектов, он обеспечил убедительную победу Либеральной партии на выборах 1901 г. В конце декабря 1902 г. его кабинет осуществил, наконец, соглашение Австрии с Венгрией.
В 1903 г. внес проект реорганизации и усиления армии. Оппозиция (Кошут) воспользовалась обсуждением проекта, чтобы потребовать введения в армии команды на венгерском языке и отделения венгерской армии от австрийской. Министерство отказало; тогда началась обструкция. Оппозиция отказала в утверждении временного месячного бюджета, и с 1 мая Венгрия оказалась в безбюджетном положении.
Полтора месяца кабинет держался, но 16 июня 1903 г. вышел в отставку и уступил место кабинету Куэн-Хедервари, в который вошли все члены кабинета Селля, кроме самого премьера, барона Фейервари (министерство гонведов) и Чеха (министерство Кроации). Селль поддерживал кабинеты Куэн-Хедервари, потом Тисы; но в конце 1904 г., после проведения неблаговидным способом нового парламентского регламента, вышел из состава правительственной партии и вошел в состав группы диссидентов (Андраши), в рядах которой принимал деятельное участие в борьбе против кабинетов Тисы и барона Фейервари.
В 1906—1910 гг. возглавлял Конституционную партию.
В 1902 г. был избран в состав членом Венгерской академии наук.

### Награды и звания
Был награжден Австрийским орденом Леопольда (1893) и Большим Крестом венгерского Королевского ордена Святого Стефана.